# Амерички брест
Амерички брест (Ulmus americana L.) је врста скривеносеменице из породице брестова. Овим именом ју је назвао Карл фон Лине 1753. у свом делу „Species Plantarum“. Његови синоними су U. alba Raf.; U. pendula Willd.; U. floridana Champ. У Америци се назива бели и водени брест. Врста је без описаних природних унутарврсних таксона.

## Морфологија
Дрво висине 35 до 40 m, са стаблом прсног пречника понекад већим од 2 m. На осами развија широко разгранату круну са повијеним гранама по периферији. Круна је често шира од висине коју стабло достиже. Гранчице меко маљаве, касније голе, без плутастих израштаја. Кора пепељасто сива, избраздана, љуспа се у плочицама.
Лисни пупољци су овални, зашиљени или затупасти, често бочно у односу на ожиљак листа, око 5 mm дуги, благо стиснути и мање или више одстоје, светлоцрвенкасто браон боје. Изданци без терминалног пупољка.
Листови издужено јајасти до елиптични, најшири у средини, са издуженим врхом и асиметричном основом, двоструко грубо тестерасти, 10 до 15 cm дуги, око 8 cm широки, тамнозелени, голи и рапави, са наличја длакави или скоро голи, са око 20 нерава, на краткој петељци (0,5 до 0,8 cm), у јесен златножути.
Цветни пупољци крупнији, објајасти као да су на дршкама, и са љуспама по ободу тамнијим и са длачицама. Цвета пре листања, у марту. Цветови зеленкастоцрвени по 3 до 4 заједно, са 7 до 8 прашника и белим жигом. Цветне дршке кончасте, дуге 1 до 2 cm.
Плодови елиптични, 1 до 1,2 cm дуги и 0,5 до 0,8 широки (коефицијент издужености 1,3-2), дубоко усечени при врху са урезом који допире до семена, по ободу трепавичасто длакави, зрели у мају-јуну. Семе 0,4 до 0,6 cm дуго и 0,3 до 0,4 cm широко, ексалбуминско.

## Унутарврсни култивари
‘American Liberty’

‘Ascendens’

‘Augustine’

‘Aurea’

‘Beaverlodge’

‘Beebe's Weeping’

‘Brandon’

‘Burgoyne’

‘College’

‘Columnaris’
 
‘Creole Queen’

‘Deadfree’

‘Delaware’

‘Exhibition’

‘Fiorei’

‘Flick's Spreader’

‘Folia Aurea Variegata’

‘Hines’

‘Incisa’

‘Independence’
 
‘Iowa State’

‘Jackson’

‘Jefferson’

‘Kimley’

‘Klehmii’

‘Lake City’

‘L'Assomption’

Prairie Expedition™

‘Littleford’

‘Markham’

‘Minneapolis Park’

‘Moline’

‘Morden’

‘New Harmony’

‘Nigricans’

‘Patmore’

‘Pendula’

‘Penn Treaty’

‘Princeton’

‘Pyramidata’

‘Queen City’

‘St. Croix’

‘Sheyenne’

‘Skinner Upright’

‘Star’

‘Valley Forge’

‘Variegata’

‘Vase’

‘Washington’

## Међуврсни култивари
За разлику од других врста брестова, амерички брест има релативно мало хибрида са осталим врстама рода. У Медисону (Висконсин) је синтетисан међуврсни хибрид Ulmus 'Rebella' (U. parvifolia × U. americana). Порекло Ulmus 'Hamburg' (U. pumila × U. americana? можда U. pumila × U. rubra) и Ulmus 'Kansas Hybrid' (U. pumila × U. americana? можда U. pumila × U. rubra) је непоуздано, и не може се са сигурношћу тврдити да је један од родитеља амерички брест. Ниска компатибилност са осталим америчким, европским и азијским брестовима може се објаснити разликама у нивоу плоидности.